# Seal Cay
Seal Cay är en ö i Bahamas.   Den ligger i distriktet Grand Cay District, i den norra delen av landet, 270 km norr om huvudstaden Nassau.